# Devise principale
 (mars 2023).
Si vous disposez d'ouvrages ou d'articles de référence ou si vous connaissez des sites web de qualité traitant du thème abordé ici, merci de compléter l'article en donnant les références utiles à sa vérifiabilité et en les liant à la section « Notes et références ».
En finance, la devise principale (également appelée devise directrice) est la devise qui détermine la quantité de devises secondaires que l'on peut obtenir en fonction d'un cours de change.
Ainsi, dans le cas d'un cours de change EUR/USD de 1,50 (on peut donc échanger 1 euro contre 1,50 dollar), l'euro est la devise principale car elle détermine le nombre de dollars qu'il est possible d'obtenir pour 1 euro.